# Tangenziale di Napoli

Logo

Tangenziale di Napoli S.p.A. (pl. Obwodnica Neapolu SA) – spółka, która na mocy udzielonej przez ANAS koncesji zajmuje się obsługą autostrady A56. Trasa ta stanowi obwodnicę Neapolu. Spółka powstałą 24 marca 1966 w Rzymie. Obecnie swoją siedzibę ma w Neapolu przy Via Giovanni Porzio. Szefem jest Mario Iannelli. Tangenziale di Napoli S.p.A. w całości należy do grupy Autostrade per l’Italia.